# 4a Architekten
4a Architekten ist ein international tätiges Architekturbüro mit Sitz in Stuttgart, das 1990 gegründet wurde. Das Themenspektrum umfasst die Planung und Ausführung von Neubauten und Sanierungen öffentlicher Gebäude wie Freizeit- und Thermalbäder, Sport- und Gesundheitsbauten, Kultur- und Bildungseinrichtungen sowie Hotels. Ein Schwerpunkt des Büros liegt im Bäderbau.

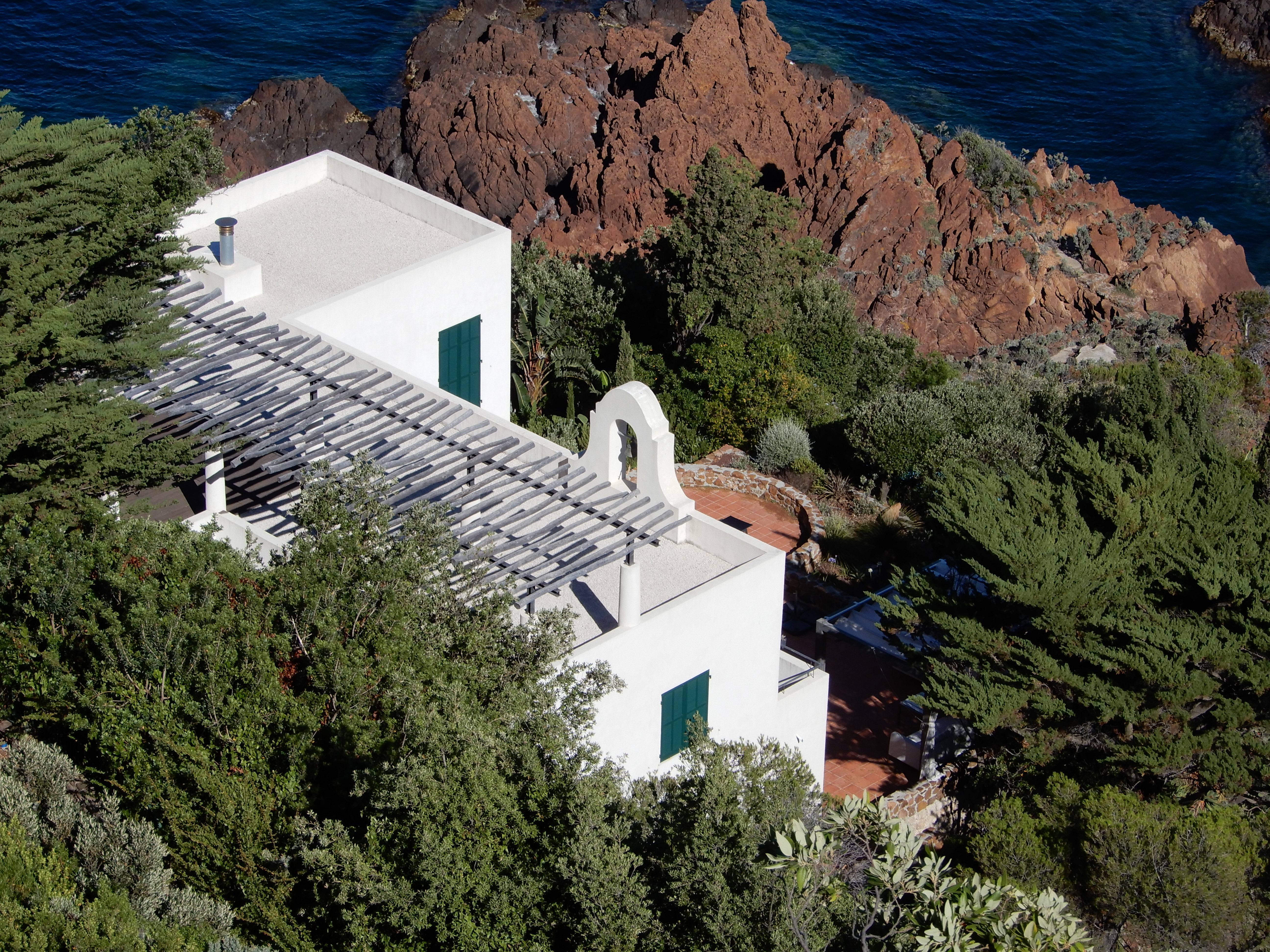
Villa Le Trident in Théoule-sur-Mer/F, 2014

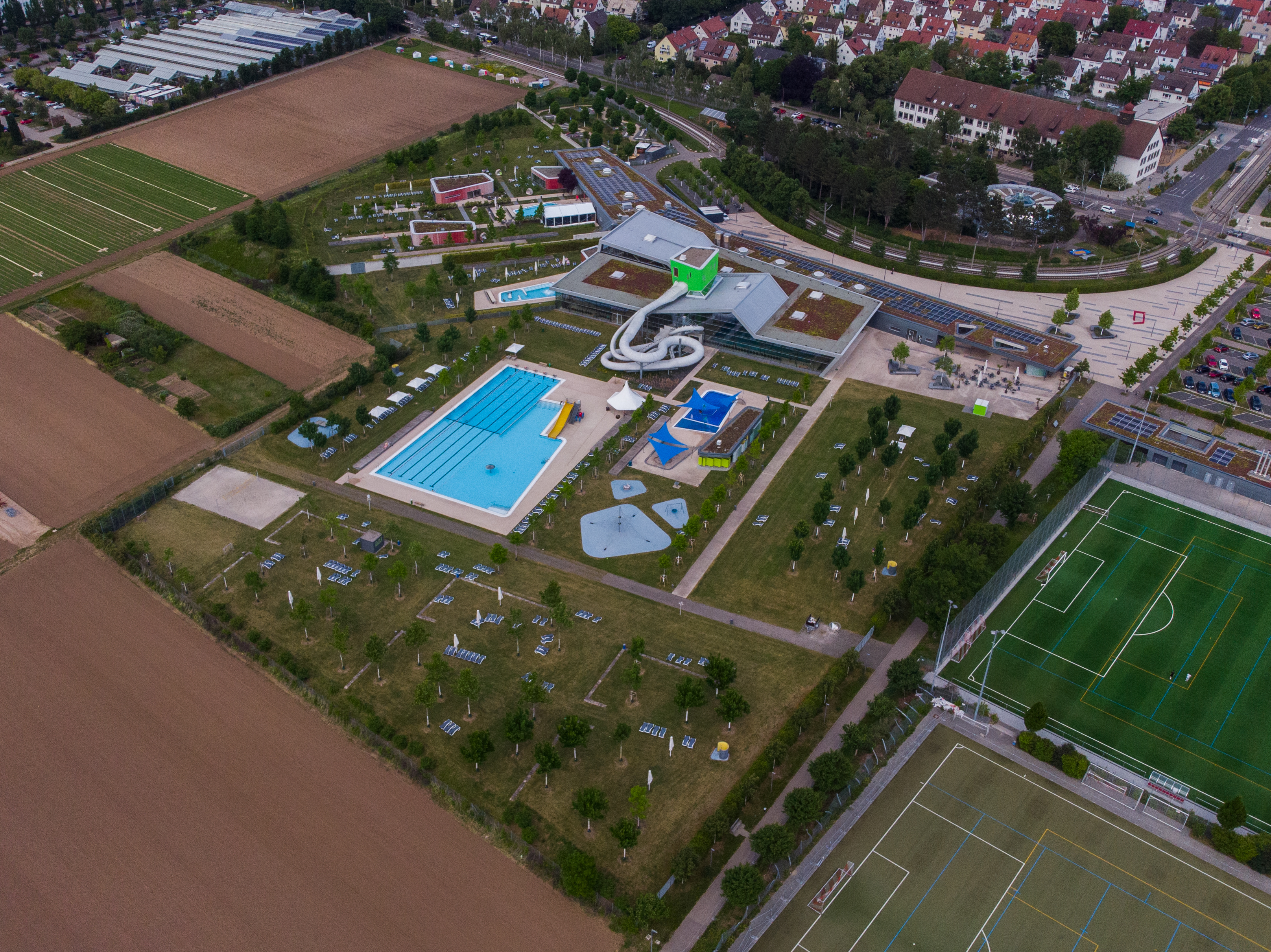
F3 Familien- und Freizeitbad in Fellbach, 2013

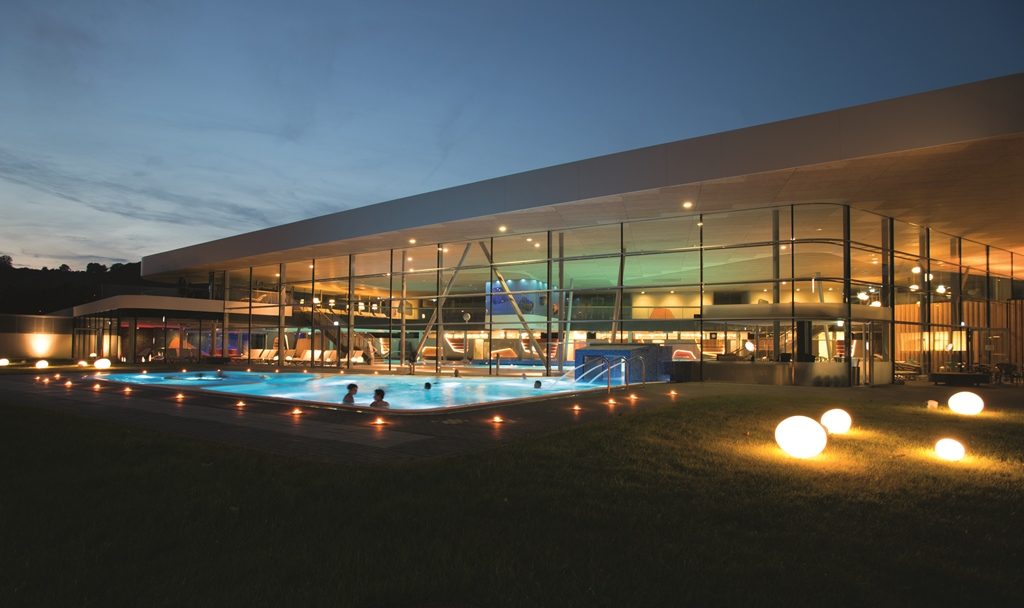
Emser Therme in Bad Ems, 2012

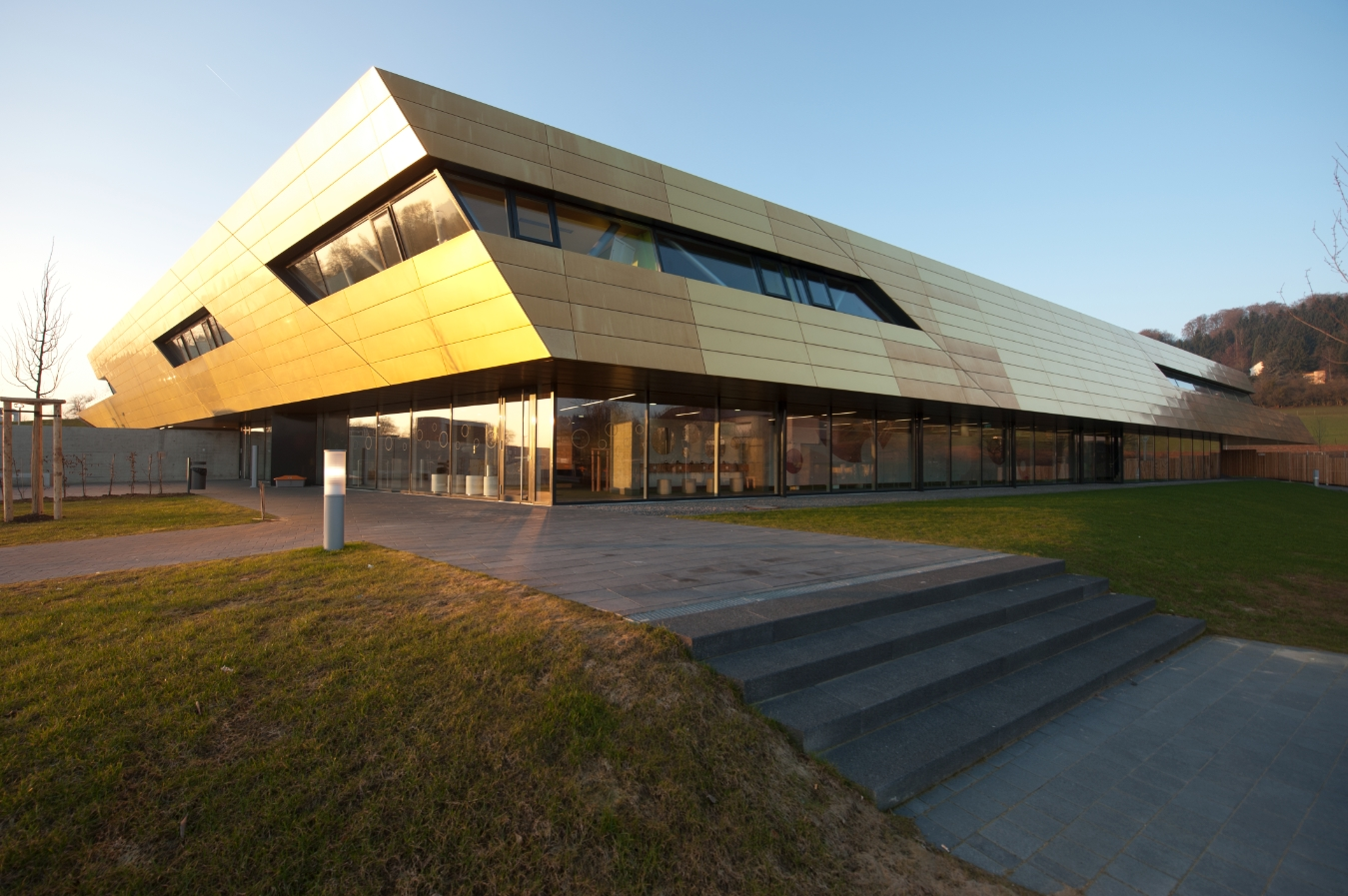
Freizeitbad Syrdall Schwemm in Niederanven/LUX, 2010

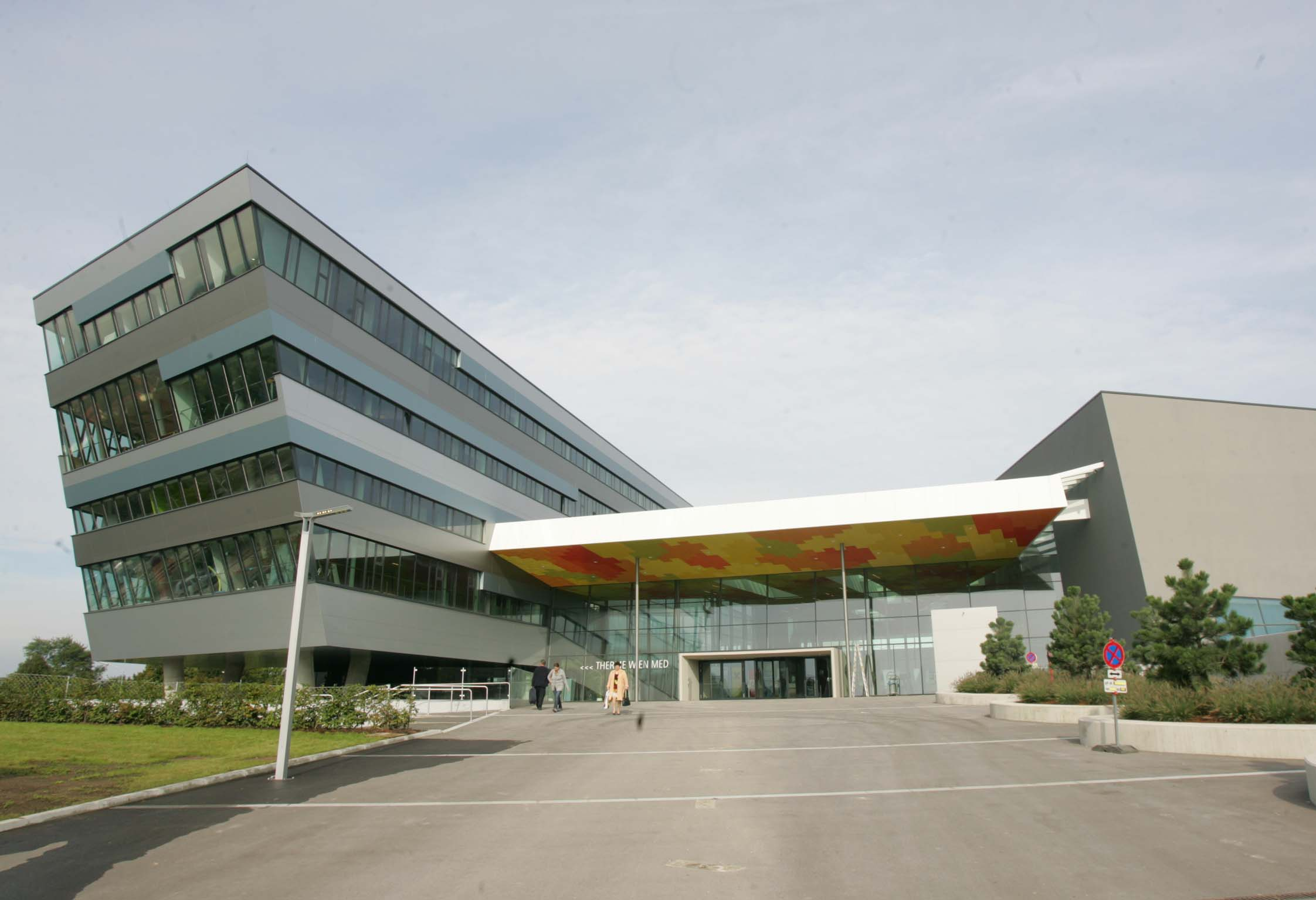
Therme Wien und Therme Wien Med, 2010

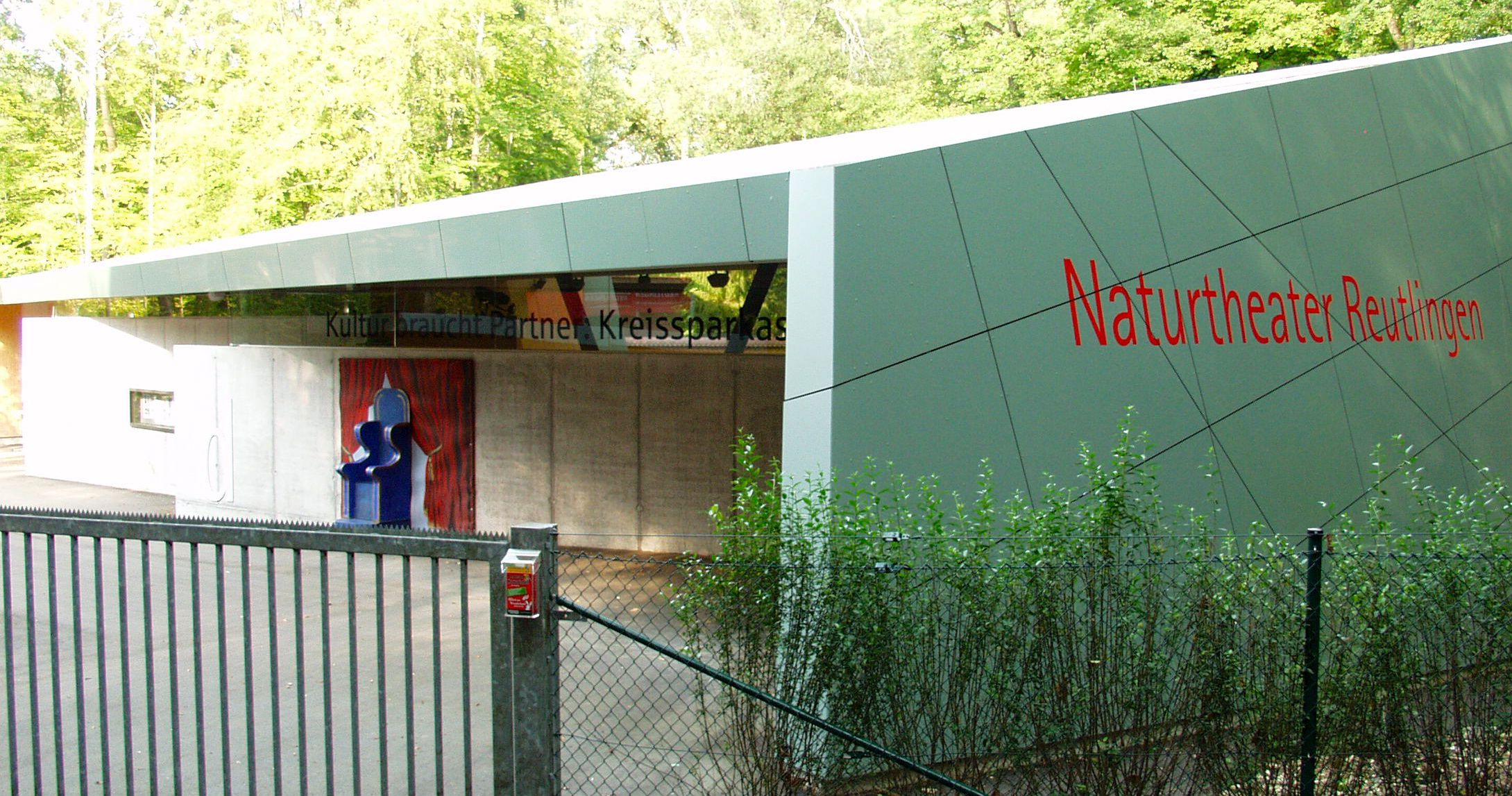
Naturtheater Reutlingen, 2008

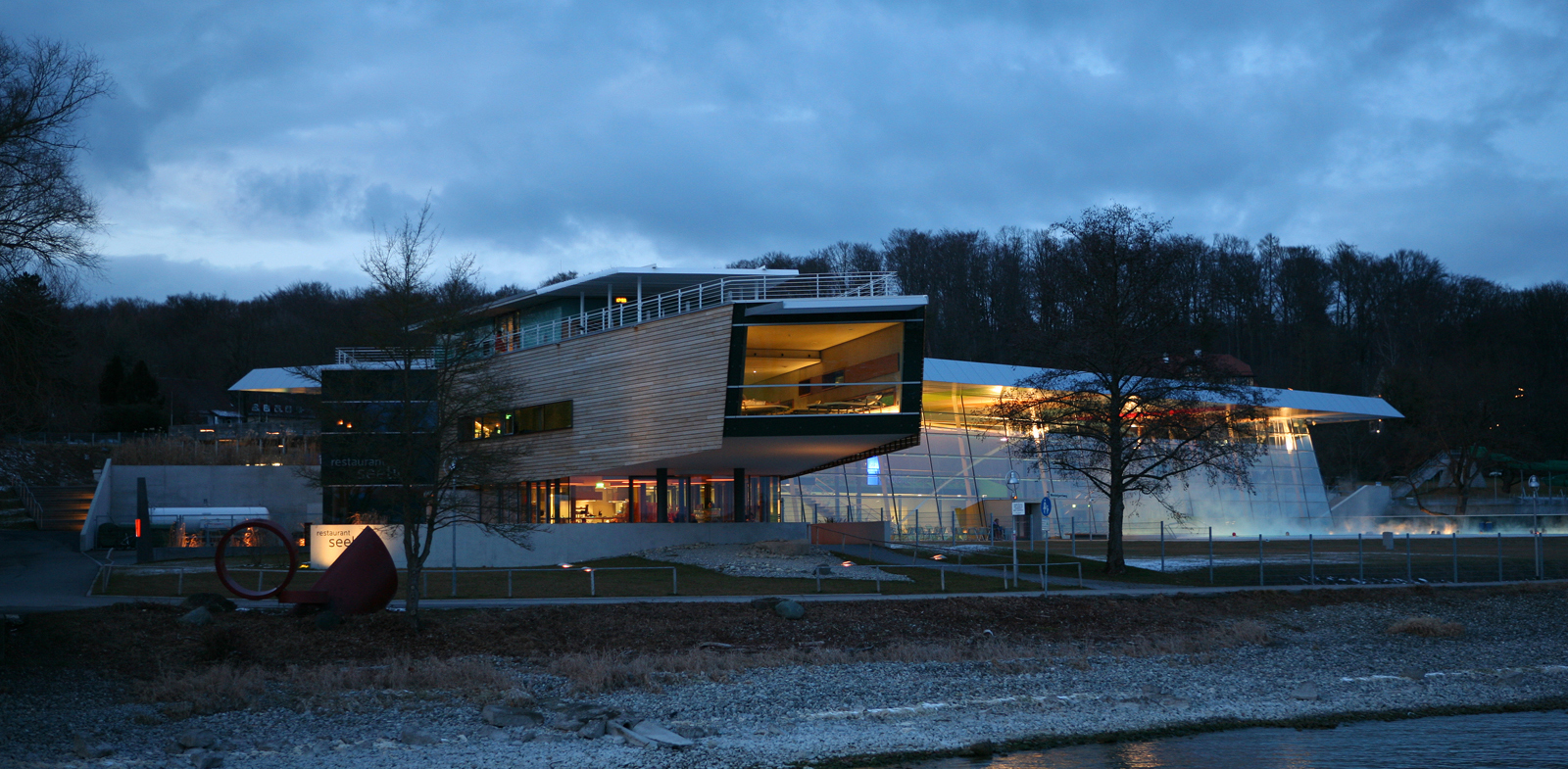
Bodensee-Therme Konstanz, 2007

## Unternehmen
Die Tätigkeit umfasst die Bereiche Architektur, Design und Baumanagement. Inhaber des Architekturbüros sind die Gründer Matthias Burkart und Ernst Ulrich Tillmanns sowie Andreas Ditschuneit (seit 2018) und Martin Reimer (seit 2021). Das Büro beschäftigt am Standort Bad Cannstatt rund 45 Mitarbeiter.

## Geschichte
Vor ihrer Selbstständigkeit betreuten die Bürogründer Matthias Burkart, Eberhard Pritzer, Ernst Ulrich Tillmanns und Alexander von Salmuth bei dem Stuttgarter Architekturbüro Behnisch & Partner unter anderem den Plenarsaal-Neubau des Bundeshauses in Bonn (1992).
Im Jahr 1992 erhielt das Büro für den MBM System-Pavillon, einen Messestand mit Baukastenprinzip, beim Sächsischen Staatspreis für Design eine Anerkennung. Die erste realisierte Therme, das Thermal- und Freizeitbad TuWass in Tuttlingen, bekam 2002 die Auszeichnung des Bundes Deutsches Architekten „Gute Bauten Baden-Württemberg“, ebenso der Umbau des Röchling-Hörsaals im Mannheimer Schloss. Ein großer Teil der Schwimmbäderprojekte geht auf Wettbewerbserfolge zurück, darunter die Bodensee-Therme Konstanz (1. Preis, 1998), die Spreewald Therme in Burg (1. Preis, 2003), das Schul- und Freizeitbad Syrdall Schwemm in Luxemburg (1. Preis, 2005) und die Therme Wien mit Gesundheitszentrum (1. Preis, 2006).
Erstes internationales Projekt war der Wellnesspark Else-Club in Moskau. Die Therme Wien aus dem Jahr 2010 ist mit einer Gesamtfläche von ca. 75.000 m² das umfassendste Projekt. Beim International Hotel Application Award 2011 wurde das Spreewald Thermenhotel in der Kategorie „Best Hotel Concept“ ausgezeichnet. Im Jahr 2014 haben 4a Architekten an der Côte d’Azur die denkmalgeschützte Villa Le Trident des amerikanischen Architekten der Moderne Barry Dierks saniert und umgebaut.
4a Architekten sind Gründungsmitglied der Deutschen Gesellschaft für Nachhaltiges Bauen – DGNB e. V. und haben mit der Grundschule in Frankfurt-Riedberg (1. Preis, 2001) gemeinsam mit dem Passivhaus-Institut Darmstadt im Jahr 2004 eine der ersten Passivhausschulen in Deutschland geplant und realisiert.

## Projekte (Auswahl)
- 2025 Main Bad Bornheim, Frankfurt[8]
- 2025 Kinderbereich Freibad, Kirchheim unter Teck[9]
- 2025 Hallenbad, Neutraubling
- 2021 Emser Thermenhotel, Bad Ems
- 2021 Erweiterung Hallensportbad, Biberach
- 2021 Freibad Werne, Bochum
- 2021 Therme Lindau[10] mit Strandbad Eichwald, Lindau (Bodensee)
- 2021 Sanierung Solebad Bad Wimpfen
- 2020 Sanierung Mineralbad Berg[11], Stuttgart
- 2020 Sanierung Bade- und Freizeitpark, Kusel
- 2020 Sanierung Freibad[12], Sigmaringen
- 2019 Hallenbad, Riedlingen
- 2018 Hallenbad[13], Stutensee
- 2018 Multifunktionales Trainingszentrum, Calw
- 2018 Panorama-Freibad, Freudenstadt
- 2018 Büroneubau und Sanierung Bürgschaftsbank Baden-Württemberg, Stuttgart
- 2017 Sport- und Freizeitbad Wasserwelt Langenhagen
- 2017 Freizeitbad Stegermatt[14], Offenburg
- 2014 Sanierung Villa Le Trident von Barry Dierks, Côte d’Azur
- 2014 Sanierung Sportzentrum[15], Leonberg
- 2013 F.3 Familien- und Freizeitbad Fellbach
- 2012 Spreewald Thermenhotel, Burg
- 2012 Emser Therme, Bad Ems
- 2010 Therme Wien
- 2010 Sport- und Freizeitbad Syrdall Schwemm, Luxemburg
- 2010 Erweiterung Stadthalle, Balingen
- 2009 Sanierung VitaSol Therme, Bad Salzuflen
- 2009 Sanierung Stadthalle Schillerhöhe, Marbach
- 2008 Naturtheater, Reutlingen
- 2008 Hallensportbad, Biberach
- 2007 Wilhelm-Maybach-Schule, Stuttgart
- 2007 Evangelisches Gymnasium, Bad Marienberg
- 2007 Else-Club, Moskau
- 2007 Bodensee-Therme, Konstanz
- 2005 Spreewald Therme, Burg
- 2004 Grundschule, Frankfurt-Riedberg
- 2001 Freizeit- und Thermalbad TuWass, Tuttlingen